# NGC 6284
NGC 6284 је збијено звездано јато у сазвежђу Змијоноша које се налази на NGC листи објеката дубоког неба.
Деклинација објекта је - 24° 45' 51" а ректасцензија 17h 4m 28,8s. Привидна величина (магнитуда) објекта NGC 6284 износи 8,9. NGC 6284 је још познат и под ознакама GCL 53, ESO 518-SC9.